# Ekpyrosis
Ekpyrosis (Klassisk grekiska: ἐκπύρωσις) är en stoisk uppfattning att kosmos periodiskt förintas i en storbrand en gång varje platoniskt år (när stjärnorna återigen är vid sina "ursprungspositioner" p.g.a. precessionen). Kosmos återskapas (palingenesi) sedan, bara för att återigen förintas vid den nya cykelns slut.